# Окић
Окић је насељено мјесто у саставу града Карловца, на Кордуну, у Карловачкој жупанији, Република Хрватска.

## Географија
Окић се налази око 19 км југоисточно од Карловца.

## Историја
Окић се од распада Југославије до августа 1995. године налазио у Републици Српској Крајини.

## Становништво
Према попису становништва из 2011. године, насеље Окић је имало 64 становника.
| Националност       | 1991. | 1981. | 1971. | 1961. |
| Срби               | 107   | 123   | 138   | 167   |
| Хрвати             | 17    | 14    | 20    | 33    |
| Југословени        | 4     | 9     | 2     |       |
| Македонци          |       | 1     |       |       |
| остали и непознато | 7     | 1     | 2     | 1     |
| Укупно             | 135   | 148   | 162   | 201   |

| Демографија | Демографија | Демографија |
| Година      | Становника  | Становника  |
| ----------- | ----------- | ----------- |
| 1961.       | 201         |             |
| 1971.       | 162         |             |
| 1981.       | 148         |             |
| 1991.       | 135         |             |
| 2001.       | 55          |             |
| 2011.       |             | 64          |